# Валя-Молдовей
Валя-Молдовей (рум. Valea Moldovei) — село у повіті Сучава в Румунії. Входить до складу комуни Валя-Молдовей.
Село розташоване на відстані 337 км на північ від Бухареста, 26 км на південний захід від Сучави, 123 км на захід від Ясс.

## Населення
За даними перепису населення 2002 року у селі проживала 1631 особа, з них 1625 осіб (99,6%) румунів. Рідною мовою 1630 осіб (99,9%) назвали румунську.